# Long Beach Grand Prix
Long Beach Grand Prix je dirkališče, ki leži v ameriškem mestu Long Beach, Kalifornija. Med letoma 1976 in 1983 je gostilo dirko Formule 1 za Veliko nagrado zahodnih ZDA.

## Zmagovalci
| Leto | Dirkač            | Moštvo        | Poročilo |
| ---- | ----------------- | ------------- | -------- |
| 1976 | Clay Regazzoni    | Ferrari       | Poročilo |
| 1977 | Mario Andretti    | Lotus-Ford    | Poročilo |
| 1978 | Carlos Reutemann  | Ferrari       | Poročilo |
| 1979 | Gilles Villeneuve | Ferrari       | Poročilo |
| 1980 | Nelson Piquet     | Brabham-Ford  | Poročilo |
| 1981 | Alan Jones        | Williams-Ford | Poročilo |
| 1982 | Niki Lauda        | McLaren-Ford  | Poročilo |
| 1983 | John Watson       | McLaren-Ford  | Poročilo |